# Margarita Cedeño
Margarita María Cedeño Lizardo (Santo Domingo, Distrito Nacional; 1 de mayo de 1965), antes conocida como Margarita María Cedeño Lizardo de Fernández cuando se estaba casada, es una política y abogada dominicana. Fue la vicepresidenta de la República Dominicana desde el 16 de agosto de 2012 hasta el 16 de agosto de 2020. Fue la primera dama de la República Dominicana desde 2004 hasta 2012. Actualmente es miembro del comité político del Partido de la Liberación Dominicana. El 26 de septiembre de 2021 anunció que buscaría la candidatura presidencial por el PLD, pero fue derrotada por Abel Martínez.

## Vida
Nació en Santo Domingo, República Dominicana, Cedeño Lizardo es la primera abogada dominicana que asume funciones de primera dama. Es doctora en Derecho, cum laude, egresada en 1987 de la Universidad Autónoma de Santo Domingo. Tiene una maestría magna cum laude en Derecho Empresarial y Legislación Económica, en la Pontificia Universidad Católica Madre y Maestra, en 1995. 
Ha realizado estudios relacionados con negociaciones, leyes internacionales y solución de conflictos en las universidades de Georgetown, Harvard y Ginebra, las dos primeras en Estados Unidos y la tercera, en Suiza.
El 30 de enero de 2010 recibió el título de máster en Ciencia Política para el Desarrollo, otorgado por la Universidad de Salamanca.
En el aspecto laboral, tiene experiencia en el sector privado, en el que formó parte de prestigiosas oficinas de abogados de República Dominicana, tales como las de Abel Rodríguez del Orbe y Fernández y Asociados, de la que es miembro asociada y fundadora.
Durante los años 1996-2000, se desempeñó como asesora legal del Presidente de la República con rango de Subsecretaria de Estado, así como asesora ad honorem y directora de la Gerencia Legal y Clima de Inversión de la Oficina para la Promoción de Inversión Extranjera de la República Dominicana.
Se casó con el doctor Leonel Antonio Fernández Reyna, expresidente de la República Dominicana en 2003. De este matrimonio nació Yolanda América María. Cedeño es además madre de dos adolescentes, Ramón Emil y Gabriela Angelissa Fiorentino, nacidos en un matrimonio previo.
Asumió oficialmente como primera dama de República Dominicana el 16 de agosto de 2004, cuando su esposo, Fernández Reyna, fue juramentado por segunda vez como Presidente Constitucional para el período 2004-2008, y nuevamente reelegido 2008-2012.
En el año 2011 es confirmada como la candidata vicepresidencial del Partido de la Liberación Dominicana, siendo compañera de boleta del Lic. Danilo Medina.
Es hija de los esposos Luis Emilio Cedeño Matos y Margarita Lizardo de Cedeño, quienes también son padres de Luis Alfredo. Tiene otras cinco hermanas paternas.

## Primera dama
Margarita Cedeño fue la segunda primera dama en ocupar el cargo oficialmente, luego de la creación del Despacho de la Primera Dama mediante el Decreto 741-00 del 10 de septiembre de 2000, durante el gobierno de Hipólito Mejía. Esta oficina, adscrita a la Presidencia de la República, fue concebida como una instancia técnico-administrativa para coordinar programas sociales.
Durante su gestión como primera dama (2004–2012), el despacho impulsó iniciativas enfocadas en mujeres, infancia y juventud, alineadas con los Objetivos de Desarrollo del Milenio.
En septiembre de 2004, representó al presidente Leonel Fernández en la Cumbre Mundial contra el Hambre, celebrada en el marco de la Asamblea General de la ONU. En 2005, participó como miembro fundador del Fondo de Solidaridad Digital, una iniciativa internacional orientada a reducir la brecha tecnológica.
El 7 de mayo de 2009, inauguró la Biblioteca Infantil y Juvenil República Dominicana, un centro cultural diseñado para fomentar la lectura y el aprendizaje en niños y adolescentes, con espacios adaptados y acceso a recursos tecnológicos.

### Reconocimientos a sus programas y proyectos
Durante su gestión como primera dama, varios programas desarrollados a través del Despacho de la Primera Dama recibieron reconocimientos tanto a nivel nacional como internacional. El programa "Progresando", enfocado en la inclusión social y el desarrollo humano, fue reconocido con el Premio a la Calidad y Prácticas Promisorias por la Oficina Nacional de Administración y Personal (ONAP).
En 2007, el programa "Bebé, piénsalo bien", orientado a la prevención del embarazo en adolescentes, obtuvo el primer lugar en el concurso "Change the World", organizado por la empresa Reality Works en Wisconsin, Estados Unidos.
Ese mismo año, el programa "Mujeres en la Red", centrado en la formación de mujeres en tecnología de redes, fue seleccionado por Cisco Networking Academy como una de las iniciativas destacadas dentro de la Campaña de Género en América Latina y el Caribe 2007.

### Reconocimientos internacionales a la primera dama
El 16 de octubre de 2009 es designada como Embajadora Extraordinaria de la Organización para la Alimentación y la Agricultura (FAO), comprometiéndose a luchar contra la malnutrición y servir de canal para movilizar a la sociedad a favor de la campaña en contra del hambre y la malnutrición por la que pasan miles de personas en el mundo. El director de la entidad, Jacques Diouf, le entregó el nombramiento e impuso la medalla de la FAO durante un acto solemne llevado a cabo en la sede de la institución, en Roma, Italia, convirtiéndose en la segunda persona en el mundo que recibe este reconocimiento.
El 25 de octubre del mismo año recibe la “Medalla de Oro del Gobierno de Italia”; por su contribución a la paz, el progreso y el desarrollo, así como por jugar un rol protagónico al implementar políticas nacionales a favor de la población más vulnerable. Fue elegida de forma unánime por el Comité Científico del Centro Internacional de Investigaciones Pío Manzú, entidad que cuenta con estatus consultivo de Naciones Unidas y ha sido autorizado desde 1969 por el presidente, la Cámara de Diputados y Senadores para entregar la condecoración
Por su trabajo a favor de la intensificación de las colaboraciones con Italia y su continua disponibilidad con la comunidad italiana residente en República Dominicana, en marzo de 2009 le fue conferida por el presidente de Italia e impuesta por el embajador de Italia en República Dominicana, la “Orden de la Estrella de la Solidaridad Italiana”, en su máximo rango de Gran Oficial.
En octubre de 2006 la Fundación "Step of Life" le entrega un reconocimiento por el esfuerzo y el apoyo brindado a esta institución.
En septiembre de 2007 la Organización Panamericana de la Salud (OPS) distingue a Margarita Cedeño de Fernández con el nombramiento de “Embajadora Continental de la Eliminación de la Rubéola en el Continente Americano”, en el marco de la 27.ª Conferencia Sanitaria Panamericana, celebrada en Washington D. C., Estados Unidos, por su interés y el gran apoyo ofrecido a las iniciativas del gobierno en el campo de la salud, especialmente a las campañas de vacunación que se efectuaron en el territorio nacional.
En febrero de 2008, durante la celebración del Foro de Viena, pasa a formar parte del Consejo de Mujeres Líderes ("Women Leaders Council", WCL ), de la Iniciativa Mundial de las Naciones Unidas para la Lucha contra la Trata de Personas (UN.GIFT).
En mayo de 2005 recibe la medalla Phi Beta Delta, que concede la institución que lleva el mismo nombre con asiento en Washington y que se dedica a reconocer los logros académicos en la educación internacional.
El 15 de noviembre de 2007 es reconocida en la ciudad de New York por la Fundación Hermandad Internacional Inc. en el "27th International Awards Gala".
En noviembre de 2005 fue designada como Jefa de la Delegación ante la Cumbre Mundial sobre la Sociedad de la Información (CMSI) en su segunda fase que fue celebrada en Túnez, África. En diciembre de ese mismo año la Secretaría de Estado de Educación la reconoce por los esfuerzos realizados para contrarrestar el analfabetismo en el país a través de los programas que ejecuta desde su Despacho.
En el 2007 el Alto Comisionado de los Derechos Humanos de la ONU le otorga un reconocimiento como Mujer Humanista y Solidaria, máximo galardón entregado por este organismo y que por primera vez recayó sobre una primera dama.
El 27 de noviembre de 2008 recibe el doctorado honoris causa en Ciencias Sociales del Centro Universitario de Brasilia-UNICEUB, por su trayectoria y labor social.
En mayo de 2009 recibe el premio “Mujer de la Esperanza” y un reconocimiento por los aportes realizados a favor de la niñez dominicana, de manos Orlando Terré Camacho, presidente de la Asociación Mundial de Educación Especial (AMEE).
En septiembre de ese año fue galardonada con el premio Mujer del Año (“Woman of year”), que otorgan los premios Latin Pride National Awards a figuras de trascendencia en Latinoamérica.
En julio de 2007 es designada miembro de The Academy of Political Science.
En abril de 2010 es declarada como Huésped de Honor y recibe las llaves de la ciudad de Lawrence, Massachusetts.
El 24 de junio del mismo año la alcaldesa de la ciudad de Perth Amboy, en Nueva Jersey, Wilda Díaz, le entrega las llaves de esa ciudad.
El 7 de junio de 2010 fue nombrada Presidente de Honor del Capítulo de la  Casa Troncal de los Doce Linajes de Soria en la República Dominicana, por sus méritos, circunstancias excepcionales y cualidades dignas de emulación.

### Reconocimientos locales a la primera dama

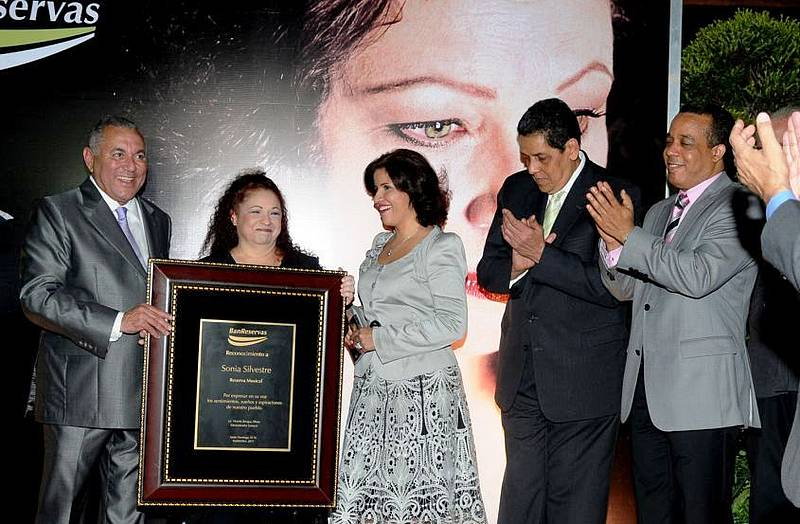

El 18 de noviembre de 2008 el Senado de la República Dominicana le entrega un reconocimiento por la encomiable labor realizada a favor de la clase más necesitada del país, resaltando el amplio trabajo desarrollado en la promoción por la igualdad de género, la autonomía de la mujer, la reducción de la mortalidad materna e infantil, la sostenibilidad de medio ambiente, la prevención del cáncer de mama y la falcemia, la lucha contra el VIH sida, entre otras enfermedades.
El 18 de octubre de 2007 es designada “Madrina de la Nutrición y Gestora en RD” por la Secretaría de Estado de Salud Pública (SESPAS), institución que destacó el apoyo ofrecido a los programas de nutrición y los resultados obtenidos por el primer Sistema Nacional de Alimentación puesto en práctica en el Hospital Infantil Doctor Robert Reid Cabral.
El 31 de marzo de 2008 es designada Presidente del Comité Nacional contra la Tuberculosis.
En el 2008 fue merecedora del reconocimiento Personalidad Cultural 2008, otorgado por la Secretaría de Estado de Cultura por el apoyo ofrecido a la formación cultural y educativa de los niños, niñas y adolescentes.
En mayo de 2006 es declarada “Huésped Distinguida” de El Seibo, además de “Hija Adoptiva y Madrina” de la celebración de los 500 años de la fundación de la Provincia.
En 2008 el personal médico del Hospital Infantil Doctor Robert Reid Cabral la reconoce por la labor humanitaria realizada a favor de la niñez dominicana con la remodelación, reconstrucción y equipamiento del área infantil de este centro de salud.
En octubre de 2006 el Club Rotario la nombra “Socia Honoraria” de este Club, por el aporte ofrecido a la salud de las personas necesitadas de distintos puntos del país.
El 13 de febrero de 2007 es juramentada presidente de la XXVIII Vuelta Ciclística Independencia Nacional.
En marzo de 2007 es designada Presidente de Honor por el Patronato del Gran Teatro Cibao.
En mayo de 2007 el Ayuntamiento del Municipio de Moca la declara “Huésped Distinguida” mediante una resolución emitida por el Consejo de Regidores del Cabildo, la cual destaca, en uno de sus considerandos, que la distinción se realiza por el excelente apoyo que ha ofrecido a las instituciones filantrópicas de esa ciudad.
En noviembre de 2007 es reconocida como “Visitante Distinguida” de la ciudad de Salcedo, provincia Hermanas Mirabal.
Ese mismo año fue reconocida como huésped de honor de la provincia de Azua por la Sala Capitular de ese ayuntamiento. En el acto recibió la Banda Concepción Bona, condecoración creada por la Gobernación de la ciudad.
El 3 de marzo de 2009 el Ayuntamiento de Santiago la declara Dama Distinguida de esa ciudad, destacando que la labor que desarrolla la hace acreedora del respecto y la admiración de sus munícipes.
En julio de 2009 es designada Miembro de Honor de la Sociedad Dominicana de Pediatría, como un reconocimiento a la labor que desarrolla desde su Despacho a favor de la salud infantil y el bienestar de la familia dominicana.
En julio de 2009 fue reconocida por el Instituto de Desarrollo y Crédito Cooperativo (IDECOOP) por sus aportes al sector cooperativista, a través de las cooperativas de producción agrícola, servicios múltiples, costura, artesanal y de crianza de peces impulsadas por el DPD.
El 11 de noviembre de 2009, en el marco de la celebración de los 90 años en el país, el Scotiabank República Dominicana entrega una Bandeja de Plata, en reconocimiento a su trayectoria y a labor que desarrolla desde su Despacho de primera dama a favor de los más necesitados.
El 31 de enero de 2010 recibe un reconocimiento especial por parte de la Secretaría de Estado de la Juventud, por el compromiso moral asumido por los más necesitados.
El 29 de marzo de 2010 fue declarada por la Gran Logia Nacional Inc. como “Mujer Sobresaliente de 2009”, por su sensibilidad e innata vocación de servicio, por apostar a una mejor sociedad fortaleciendo el civismo y la superación por los derechos humanos. También fue nombrada presidente ad vitam de la respetable Logia Fraternidad n.º 1 de El Seibo,  primera mujer en la historia de la República Dominicana que ostenta este cargo desde su fundación en 1826.

## Vicepresidencia
El 24 de marzo de 2012 renunció a su cargo como primera dama vía la red social Twitter luego de que varias organizaciones se lo solicitarán por estar haciendo proselitismo político y ser candidata a la vicepresidencia por lo tanto dicho título es meramente protocolar hasta el día en el cual pase a ser oficialmente a ocupar la Vicepresidencia.
Margarita Cedeño de Fernández, junto a Danilo Medina, fueron declarados vencedores de la elección presidencial de 2012 el 28 de mayo de 2012, 8 días después de la Elección. Tomará juramento el 16 de agosto del 2012.
Es la segunda mujer en alcanzar el segundo mayor puesto político de la República Dominicana. La primera en lograrlo fue Milagros Ortiz Bosch, quien ocupó el cargo durante el período 2000 - 2004.
En el año 2020 se encuentra buscando la reelección al cargo, esta vez como compañera de boleta del candidato del PLD, Gonzalo Castillo, en una carrera en la cual su esposo el expresidente Leonel Fernández se encuentra compitiendo también. En esta oportunidad, las tres principales fuerzas políticas con posibilidades de ganar las elecciones cada una lleva a una mujer como candidata a la vicepresidencia.

## Después de la Vicepresidencia de la República
Al abandonar su cargo de vicepresidente el 16 de agosto de 2020, Cedeño ha pocas apariciones en la prensa y se ha mantenido trabajando en el fortalecimiento del Partido de la Liberación Dominicana que quedó muy debilitado tras los comicios de julio de 2020.
En noviembre de 2020, Cedeño, conjuntamente con el expresidente Danilo Medina, se juramentó como diputada del Parlamento Centroamericano (PARLACEN), en su calidad de exvicepresidente y expresidente, respectivamente.
| Predecesor: Rafael Alburquerque  | Vicepresidente de la República Dominicana 2012 – 2020 | Sucesor: Raquel Peña       |
| Predecesora: Rosa Gómez de Mejía | Primera dama de la República Dominicana 2004 – 2012   | Sucesora: Cándida Montilla |